# 5982 Поліклет
5982 Поліклет (5982 Polykletus) — астероїд головного поясу, відкритий 13 травня 1971 року.
Тіссеранів параметр щодо Юпітера — 3,289.